# KRTAP9-7
KRTAP9-7 (англ. Keratin associated protein 9-7) – білок, який кодується однойменним геном, розташованим у людей на довгому плечі 17-ї хромосоми. Довжина поліпептидного ланцюга білка становить 169 амінокислот, а молекулярна маса — 17 793.
| 10         |  | 20         |  | 30         |  | 40         |  | 50         |
| ---------- |  | ---------- |  | ---------- |  | ---------- |  | ---------- |
| MTHCCSPCCQ |  | PTCCRTTCWK |  | PTTVTTCSST |  | PCCQPSCCVS |  | SCCQPCCHPT |
| CCQNTCCRTT |  | CCQPTCVTSC |  | CQPSCCSTPC |  | CQPICCGSSC |  | CGQTSCGSSC |
| CQPSSCAPIY |  | CRRTCYHPTS |  | VYLPGCLNQS |  | CGSSCCQPCC |  | RPACCETTCC |
| RTTCFQPTCV |  | TSCCQPACC  |  |            |  |            |  |            |

A: Аланін

C: Цистеїн

E: Глутамінова кислота

F: Фенілаланін

G: Гліцин

H: Гістидин

I: Ізолейцин

K: Лізин

L: Лейцин

M: Метіонін

N: Аспарагін

P: Пролін

Q: Глутамін

R: Аргінін

S: Серин

T: Треонін

V: Валін

W: Триптофан